# Letis mineis
Letis mineis är en fjärilsart som beskrevs av Jacob Hübner 1806. Letis mineis ingår i släktet Letis och familjen nattflyn. Inga underarter finns listade i Catalogue of Life.